# Nogalia drepanophylla
Nogalia drepanophylla är en strävbladig växtart. Nogalia drepanophylla ingår i släktet Nogalia och familjen strävbladiga växter.

## Underarter
Arten delas in i följande underarter:
- N. d. drepanophylla
- N. d. suaediformis